# Wiedergeburt (Christentum)
Wiedergeburt (lateinisch regeneratio, altgriechisch ἀναγέννησις) bezeichnet im Christentum meist einen Teilaspekt der Zueignung des göttlichen Heils an den einzelnen Menschen. Da schon die neutestamentlichen Schriften den metaphorischen Begriff uneinheitlich gebrauchen, wird die Wiedergeburt in verschiedenen theologischen Traditionen unterschiedlich bestimmt, wobei besonders das Verhältnis zur Taufe, zum Empfang des Heiligen Geistes und zur durch den Glauben an Jesus Christus bewirkten Rechtfertigung strittig ist. Gelegentlich steht der Begriff für das Ganze der Heilszueignung, in anderen Fällen wird er mit der geistlichen Erneuerung des Individuums gleichgesetzt.
Besonders in Pietismus und Erweckungsbewegungen ist Wiedergeburt zu einem Zentralbegriff geworden und bezeichnet das Ende des früheren, „geistlich toten“ Lebens und den Beginn eines neuen Lebens als Christ.

## Biblischer Sprachgebrauch
Im Neuen Testament wird das Substantiv „Wiedergeburt“ (παλιγγενεσία paliggenesia) an zwei Stellen gebraucht. Prägend für das Verständnis des Begriffs war vor allem Tit 3,5 , wo die Taufe als „Bad der Wiedergeburt“ bezeichnet wird. Dahinter steht die paulinische Lehre von der Taufe als Mitsterben mit Christus und Aufnahme in das neue Leben mit dem auferstandenen Christus (Röm 6,3–11 ), die mit den Metaphern der Gotteskindschaft und der Neuschöpfung verbunden war. „Wiedergeburt“ in diesem Sinne beschreibt das eschatologische Neuwerden des Menschen durch sein Eingehen in ein neues Gottesverhältnis.
Im Gegensatz zu diesem Verständnis bezeichnet Mt 19,28  „Wiedergeburt“ die eschatologische Totenauferweckung oder kosmische Erneuerung der ganzen Welt. Diese Verwendung erinnert an die stoische Vorstellung von der Palingenese als Neuschöpfung nach Ablauf eines Weltzyklus, wurde aber von der Theologie seltener aufgenommen.
Verwendet wird der Begriff auch in 1 Petr 1,3 und 23 , der von einem „Erneut-gezeugt-Werden“ (ἀναγεννᾶν anagennan) kraft der Auferstehung Christi und durch das göttliche Wort spricht. Damit verbunden ist der Aufruf zur Bewährung im Leben. In diesem imperativischen Sinne entfaltet die Wiedergeburt eine wesentliche Seite der Buße oder Umkehr, wie sie Jesus von Nazaret gepredigt hatte. In den johanneischen Schriften wird die Metaphorik der Zeugung und (Neu-)Geburt aus Gott bzw. „von oben“ häufig gebraucht. Laut Joh 3,3–7  nennt Jesus die Wiedergeburt als notwendige Voraussetzung für die Aufnahme in das Reich Gottes. Sie ist ein göttliches Geschenk, ein Mysterium, das die „Gotteskinder“ von der Welt scheidet (vergleiche 1 Joh 3,1 ) und schon jetzt ihr Handeln bestimmen soll (vergleiche 1 Joh 5,1 ).

## Alte Kirche
In Anknüpfung an den Titusbrief sahen die Theologen der Alten Kirche die Wiedergeburt (neben der Abwaschung der Sünde) in der Regel als Teilwirkung der Taufe. Griechische Väter, wie etwa Origenes, nahmen dabei zusätzlich Einflüsse der Mysterienkulte auf und sahen die Christen als „mit der Unsterblichkeit des Vaters umkleidet“ und damit „schon jetzt inmitten der Güter der Wiedergeburt und der Auferstehung“. (Ob Origenes in früheren, nicht mehr erhaltenen Schriften die Lehre der Reinkarnation vertreten hat, ist umstritten.)
Die lateinischen Väter dagegen verbanden die Wiedergeburt eng mit der Buße und betonten auf diese Weise die menschliche Mitwirkung. So kontrastierte Cyprian von Karthago das heilige Leben nach der zweiten Geburt mit seinem lasterhaften früheren Leben. Auch Augustinus von Hippo rückte die Wiedergeburt als Prozess der zunehmenden Gleichwerdung mit dem göttlichen Willen eng an die sanctificatio (Heiligung) heran.

## Strömungen im neueren Christentum

### Traditionelle Sichtweise
Vor allem in der orthodoxen, katholischen und anglikanischen Lehre ist die Wiedergeburt, entsprechend der Lehrentwicklung in der Alten Kirche, eine Wirkung der Taufe. So sagt z. B. der Katechismus der Katholischen Kirche über die Taufgnade:
„Die beiden Hauptwirkungen sind also die Reinigung von den Sünden und die Wiedergeburt im Heiligen Geist.“
Ähnlich führen auch konservative Lutheraner die Wiedergeburt (sowie Abwaschung der Sünden, Geistverleihung, Erleuchtung u. a.) auf die Taufe zurück. Die Vorstellung, dass die später im Leben erfolgende Wiedergeburt eine Folge der Taufe sei, lag am dynamischen Taufverständnis von Martin Luther. Luther sah im „Leben des Christen (...) eine ständig neue Geburt“ (Formulierung Burkhard). Für Luther lag das Taufsakrament am Anfang der Wirkung dieses Sakraments, das „sich über das ganze Leben erstreckt“ (Formulierung Burkhard). Der Theologe Helmut Burkhardt bezeichnet dies als aktualistisches Wiedergeburtsverständnis, denn für Luther war das christliche Leben eine einzige Vorbereitung auf das ewige Leben. Beabsichtigt war, als Folge der reformatorischen Grunderkenntnis der radikalen Verlorenheit des Menschen, eine Abkehr gegenüber dem mittelalterlichen Substanzdenken, also der Ansicht des Menschen, dass er in sich irgendetwas sei vor Gott. Luther empfand es zudem als schwärmerisch und der Ehre Gottes abträglich, dass einzelne Gruppen die Wiedergeburt in seiner Wahrnehmung als von Wort und Sakrament losgelöste Erfahrung beschrieben. Als Folge davon wurde die Wiedergeburt in der kirchlichen Theologie zunehmend auf die Kindertaufe beschränkt (Taufwiedergeburt) und so dem Volk entrissen. Dagegen lehnte sich der Pietismus auf. Wie die Täufer der Reformationszeit begannen sie Erwachsene zu taufen, um die vorangegangene Wiedergeburt zu bezeugen.

### Sichtweisen in moderner Theologie
In der liberalen Theologie wird die Wiedergeburt als moralische Veränderung oder religiöses Erlebnis gesehen, das weder durch den Taufakt noch durch andere menschliche Handlungen, Rituale oder Institutionen bewirkt werden kann. Damit hat vor allem Friedrich Schleiermacher an den (Herrnhuter) Pietismus seiner Zeit angeknüpft.
In der dialektischen Theologie wird die Wiedergeburt nicht mehr der Kindertaufe zugeschrieben, sondern als etwas nicht Fassbares beschrieben, das jenseits der menschlichen Erkenntnis und Erfahrung liegt. Die Wiedergeburt gehört für Otto Weber jener Wirklichkeit an, die nur als die erwartete gegenwärtig ist.

### Evangelikale Sichtweise
Auch in der aktuellen evangelikalen Bewegung spricht man von Wiedergeburt. Dabei wird das Verständnis ihrer Vorläuferbewegungen Pietismus und Erweckungsbewegung weiterentwickelt. Vor allem August Hermann Francke setzte die Wiedergeburt mit der durch einen Bußkampf zu erreichenden Bekehrung gleich und betonte die Unterscheidung von Wiedergeborenen und Unwiedergeborenen.
Insbesondere in den USA bezeichnen sich viele Menschen, u. a. auch Politiker, als „born again“ (wiedergeboren). Der Begriff „born again“ hat in der soziologisch geprägten Literatur ein einen bestimmten Teil der US-amerikanischen Gesellschaft beschreibendes Bedeutungsfeld, das weit über eine theologische Interpretation hinausgeht oder diese sogar ersetzt, weil das Anliegen der Beschreibung von einem anderen Denkansatz als in der meist theologisch orientierten evangelikalen Literatur ausgeht. Bei Evangelikalen wird die Wiedergeburt eng mit der Bekehrung eines Menschen verknüpft. Während Wiedergeburt und Bekehrung gemeinsam die geistliche Erneuerung des Menschen beinhalten, unterscheiden sie sich dadurch, dass die Wiedergeburt eher die Aktivität Gottes bei dieser Erneuerung betont (s. o.), Bekehrung hingegen eher die Gott suchende Aktivität des Menschen beschreibt, wobei auch diese durch den Heiligen Geist inspiriert wird. Beidem kommt für das Gottesverhältnis des Menschen hohe Bedeutung zu.
Als Voraussetzung für die Wiedergeburt wird die Bekehrung genannt, verbunden mit der Inanspruchnahme der göttlichen Vergebung des Einzelnen und mit dem Vertrauen zu Jesus Christus, dem Herrn und Erlöser, dem alles unterworfen ist. Die Wiedergeburt sei ein göttlicher Gnadenakt, in dem der Gläubige mit dem Heiligen Geist versiegelt wird. Der Geist Gottes ist das Unterpfand dafür, was Gott dem Glaubenden künftig noch schenken wird (2 Kor 1,21–22 , Eph 4,30 ).
Die Wiedergeburt beinhaltet die Vergebung der Sünden, befähigt den menschlichen Verstand, geistliche Wirklichkeiten zu erkennen (1 Kor 2,14–15 , Kol 3,10 ) und befreit den in der Sünde versklavt gewesenen Willen zur Heiligung, zum freiwilligen Gehorsam gegenüber Gott (Röm 6,14.17–22 ).

### Neuapostolische Sichtweise
In der Lehre der Neuapostolischen Kirche sowie anderer Gemeinschaften der apostolischen Konfessionsgruppe wird die von Jesus Christus beschriebene „geistige Wiedergeburt“ (Joh 3,3–8 ) als notwendig zur Teilnahme an der Entrückung am Tag der naherwarteten Wiederkunft Christi gesehen. Dabei ist es konstitutives Merkmal derer Theologie, dass neben der Wassertaufe dazu die Geistestaufe („Versiegelung“) durch einen lebenden Apostel notwendig ist. Beide Sakramente gemeinsam ermöglichten zusammen die „Wiedergeburt aus Wasser und Geist“, was die Erlangung der „Gotteskindschaft“ nach Röm 8,16  und die Berufung zur „Erstlingsschaft“ (Offb 14,4 ), sprich der Teilnahme an der Entrückung, sowie zum zukünftigen „königlichen Priestertum“ (1 Petr 2,9 ) begründe. Die Wiedergeburt aus neuapostolischer Sicht verbindet also Sakramentsverständnis, Amtsverständnis des Apostolats sowie Eschatologie.
In den katholisch-apostolischen Vorgängergemeinden sowie in anderen apostolischen Gemeinden ist die Spendung der Wassertaufe als „Bad der Wiedergeburt“ (Tit 3,5 ) ausreichend. In der Geschichte der Neuapostolischen Kirche entwickelte sich die exklusive Bedeutung der Versiegelung für die geistige Wiedergeburt stetig über viele Jahrzehnte. Formeller Bestandteil der neuapostolischen Lehre wurde sie aber erst durch die Erneuerung des Glaubensbekenntnisses 1951.

## Reinkarnation
Ein Verständnis des Begriffes Wiedergeburt im Sinne einer Reinkarnation wird von einem Großteil der christlichen Theologen und von der kirchlichen Lehre aller großen Kirchen abgelehnt.